# Venetia Phair
Venetia Katherine Douglas Burney, de apellido Phair al casarse (11 de julio de 1918 – 30 de abril de 2009), fue la primera persona en sugerir el nombre Plutón para el cuerpo celeste descubierto por Clyde Tombaugh en 1930. En ese momento tenía 11 años y vivía en Oxford, Inglaterra.

## Biografía
Venetia era nieta de Falconer Madan, bibliotecario de la Biblioteca Bodleiana de la Universidad de Oxford. El hermano de Falconer, Henry Madan, fue quien sugirió los nombres Fobos y Deimos para las lunas de Marte.
El 14 de marzo de 1930, Falconer Madan leyó la historia del descubrimiento del nuevo planeta en el periódico The Times, y le comentó a su nieta Venetia, quien le sugirió el nombre Plutón, el dios romano del inframundo. Falconer Madan le envió la sugerencia al astrónomo Herbert Hall Turner, quien telegrafió a sus compañeros estadounidenses del Observatorio Lowell. A Tombaugh le gustó la propuesta porque comenzaba con las iniciales de Percival Lowell, que había previsto la existencia de Plutón. El 1 de mayo de 1930, Plutón fue adoptado como nombre oficial de este cuerpo celeste.
Al alcanzar la madurez, Venetia se convirtió en profesora y se casó con Edward Maxwell Phair. Pasó sus últimos años en Epsom.
Sólo unos meses antes de la reclasificación de Plutón como planeta enano y en torno al debate que había sobre el tema, declaró en una entrevista que «A mi edad, me he mantenido bastante indiferente (al debate), aunque supongo que prefiero que permanezca como un planeta.»
Falleció el 30 de abril de 2009 en Banstead.

## Legado
El asteroide (6235) Burney fue nombrado en su honor. También el contador de polvo a bordo de la nave espacial New Horizons fue llamado “Venetia” en su honor.